# Maggie O'Connell
Mary Margaret "Maggie" O’Connell fikcijski je lik iz televizijske serije Život na sjeveru. Glumila ju je Janine Turner.

## Fikcijska biografija
Maggie je rođena u Grosse Pointeu u državi Michigan, u bogatoj irskoj obitelji. U ranoj je dobi postala turistička pilotkinja i otišla na Aljasku s dečkom Daveom, koji je pisao knjigu o alpinizmu. Zaspao je nezaštićen na ledenjaku i smrznuo se.
Maggie je ostala u malom gradiću Cicelyju, vozeći zračni taksi i nadopunjujući svoj dohodak kao lokalna agentica za nekretnine. Odradila je jedan mandat kao gradonačelnica Cicelyja.
Njen odnos s gradskim liječnikom Joelom Fleischmanom varira između ljubavi i mržnje, a u jednom trenutku se zaručuju. Međutim, Maggie na kraju završava s Chrisom Stevensom.

## Žrtve "O’Connellina prokletstva"
Svi njeni bivši umrli su u bizarnim nesrećama. Stanovnici Cicelyja zovu to "O’Connellinim prokletstvom", iako Maggie to poriče, a Joel odbija vjerovati u to.
- Stevea Escandona pogodio je grom dok je fotografirao naftnu bušotinu za korporacijski godišnji izvještaj.
- Harry je pojeo pokvarenu krumpir-salatu na pikniku.
- Bruce je doživio nepoznatu nesreću u ribolovu.
- Glen je pogrešno skrenuo (u svojem Volvu, prema riječima Chrisa Stevensa) na raketni testni pogon.
- Dave je zaspao na ledenjaku.
- Ricka Pedersona pogodio je satelit ubrzo nakon što je doznao da nema rak.

Tijekom četvrte sezone imala je kratku vezu s Mikeom Monroeom, bivšim odvjetnikom koji boluje od hiperosjetljivosti. U njegovu slučaju prokletstvo djeluje obrnuto: oporavio se, nadahnut da se bavi ekološkim pravom.

## Vanjske poveznice
- Maggie O'Connell u internetskoj bazi filmova IMDb-u